# Qwest Records
Qwest Records är ett amerikanskt skivbolag grundat 1980 av musikern Quincy Jones. Bolaget var till en början ett samriskföretag med Warner Bros. Records. Bolagets första albumutgivning var George Bensons Give Me the Night. 